# Maltesische Staatsangehörigkeit
Die maltesische Staatsbürgerschaft bestimmt die Zugehörigkeit einer Person zum Staatsverband der Republik Malta mit den zugehörigen Rechten und Pflichten. Wie in der Tradition des “Common Law”-Rechtsraums üblich dient die Geburtsurkunde als Nachweis des Staatsangehörigkeitsanspruchs, da dem Geburtsortsprinzip (ius soli) ein starkes Gewicht beigemessen wird. Seit 1989 ist das Abstammungsprinzip stärker in den Vordergrund gerückt. Alle Malteser sind Commonwealth Citizens und seit 1. Januar 2004 auch Unionsbürger der Europäischen Union.

## Historisches

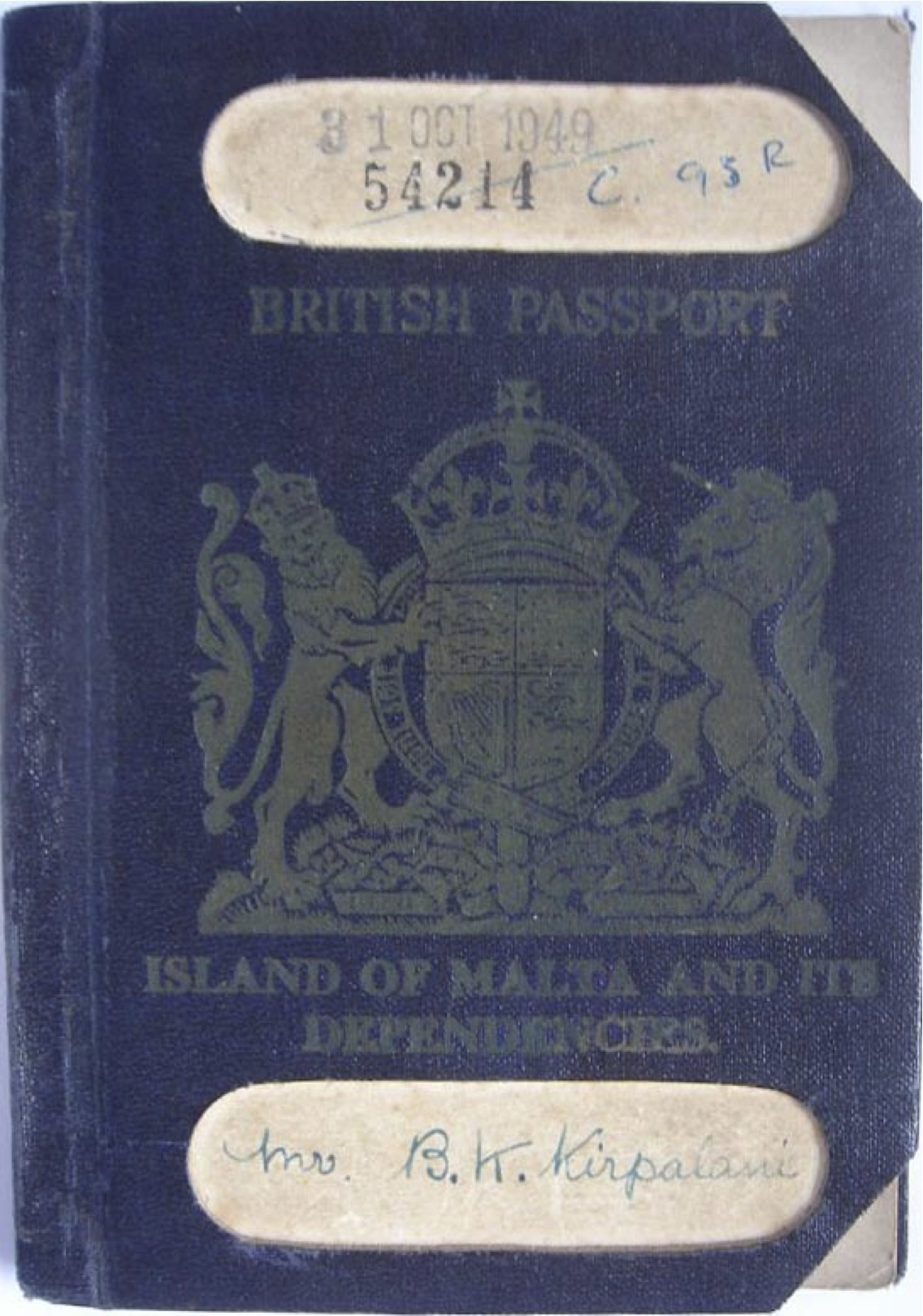
Kolonialzeitlicher Reisepass

Seit 1. Januar 1915 galten die für “British subjects” aufgestellten allgemeinen Regeln des British Nationality and Status of Aliens Act 1914. Mit dem British Nationality Act 1948 wurden sie Commonwealth Citizens (CUKC). Das gilt bis heute auch für die früheren “British Subjects,” die keine andere Staatsangehörigkeit haben.

## Seit der Unabhängigkeit
Die Verfassung von 1964 enthielt in §§ 22–31 im Chapter III grundlegende Bestimmungen über die Staatsangehörigkeit. Durch die Gesetzesreform 2000 wurden §§ 25–31 aufgehoben.
Am Unabhängigkeitstag wurden diejenigen CUKCs maltesische Staatsbürger, die vor dem 21. Sept. 1964 auf Malta geboren worden waren und mindestens einen maltesischen Elternteil hatten oder die im Ausland geboren worden waren und deren Vater oder ein väterlicher Großvater auf Malta geboren worden war.

### Staatsangehörigkeitsgesetz 1965
Der Maltese Citizenship Act von 1965 bildet bis heute die Grundlage des Staatsangehörigkeitsrechts. Er wurde mehrmals grundlegend geändert.
Die letztendliche Zuständigkeit liegt beim Minister of Citizenship, eine Funktion die bisher der Premierminister in Personalunion ausübt. Die Tätigkeit ist an einen Permanent Secretary (etwa „beamteter Staatssekretär“) delegiert. Wie im britischen Gesetz von 1948 ist gegen Ermessensentscheidungen (im Rahmen des ”public interest”) im Staatsangehörigkeitssachen weder Widerspruch noch der Gerichtsweg vorgesehen. Die eigentliche Bearbeitung erfolgte bis 2020 durch das Department for Citizenship and Expatriate Affairs (DCEA). Als Nachfolgebehörde gibt es seitdem die Community Malta Agency.
Erwerb durch Geburt oder Abstammung
Von der Unabhängigkeit bis 31. Juli 1989 galt, dass alle auf Malta geborenen Kinder Bürger ab Geburt wurden. Im Ausland geborene Kinder dann, wenn ihr Vater zu diesem Zeitpunkt Malteser war, außer der Vater hatte die Staatsangehörigkeit selbst nur durch Registrierung als Auslandsbürger erhalten, d. h. die Weitergabe durch Abstammung (“by descent”) erfolgte nur in der ersten Generation.
Seit 1989 gilt der Erwerbstatbestand ab Geburt bei Inlandsgeburt nur noch mit mindestens einem maltesischen Elternteil. Bei Auslandsgeburt wie vor. Durchs Netz fallen im Ausland geborene uneheliche Kinder eines maltesischen Vaters mit einer ausländischen Mutter. Der Erwerbstatbestand gilt weiterhin für Kinder von vor der Unabhängigkeit in Malta Geborene, die inzwischen die Staatsangehörigkeit verloren oder aufgegeben hatten. Dieser Personenkreis hat(te) weiterhin Heimatrecht, das so genannte “freedom of movement”.
Die Beschränkung auf die erste Generation bei Auslandsgeburten fiel 2007 weg. Nun ist die Weitergabe (und Registrierung) unbefristet möglich, sofern die entsprechende Kette von Geburtsurkunden beigebracht werden kann. Das gilt ggf. auch für Witwen Anspruchsberechtigter. Es darf aber keine Generation übersprungen werden. D. h. erst wenn ein (noch) lebender Elternteil seine Registrierung durchgeführt hatten, dürfen die im Ausland wohnenden Kinder folgen.
Für Kinder Staatenloser mit Inlandsgeburt und Findelkinder wurde das schwache Abstammungsprinzip zugunsten des ius soli durchbrochen.
Adoption als Minderjähriger
Vor dem 1. Januar 1977 erwarb jeder, der von maltesischen Staatsbürgern nach lokalem Recht adoptiert wurde, automatisch die maltesische Staatsbürgerschaft. Nach diesem Datum wurde das Verfahren komplexer, automatische Einbürgerungen erfolgten nicht mehr.
Seit dem 1. August 1989 erwirbt ein von maltesischen Staatsbürgern adoptiertes ausländisches Kind die maltesische Staatsbürgerschaft, wenn die Adoption vor Vollendung des zehnten Lebensjahres des Kindes erfolgt.
Einbürgerungsanträge in den Jahren dazwischen Adoptierter werden seit 1987 aus „humanitären Gründen“ positiv beschieden.
Registrierung
Gewisse Personen hatten, sofern die gesetzlichen Voraussetzungen erfüllt waren, einen Anspruch auf Staatsangehörigkeit. Dieses vereinfachte Verfahren erfolgt durch Registrierung. Auch bei dieser hat der Minister einen Ermessensspielraum. Ein Treueeid ist zu leisten. Es galt anfangs vor allem für vor 1964 in Malta geborene, heimkehrende Auswanderer, die ihre Staatsbürgerschaft gewechselt hatten sowie die Kinder der im Ausland Lebenden.
Ehefrauen konnten sich bis 1989 (bis 2000 dann Ehepartner) sofort nach der Heirat registrieren lassen, seitdem muss die Ehe fünf Jahre bestehen oder sie Witwen sein.
Die Registrierungsmöglichkeit für CUKCs wurde 1989 abgeschafft.
Im Ausland zwischen 1984 und 1989 geborene, uneheliche Kinder einer maltesischen Mutter erhielten 2000 den Anspruch sich als Malteser registrieren zu lassen. Eine solche Registrierung ist nicht retrospektiv ab Geburt.
Einbürgerung
Vor dem umfassenden Reform zum 1. August 1989 betrug die Mindestaufenthaltsdauer in Malta für die Beantragung der Staatsbürgerschaft sechs Jahre. Diese Dauer wurde später auf fünf Jahre verkürzt.
Als Einbürgerungsvoraussetzungen gelten ab 1989:
- vier Jahre Wohnsitz im Lande während der sechs vorhergehenden. Dazu die letzten zwölf Monate ununterbrochen.
- volljährig (18) und geschäftsfähig.
- ausreichende Sprachkenntnisse in Englisch oder Malti
- „guter Charakter,“[17] und dass er „geeignet sei Malteser zu sein.“[18]
- Gebührenzahlung.[19]
- Treueeid,[20] erst nach dessen Leistung gibt es die Urkunde.

Ablehnungen werden nicht mit einer Begründung versehen. Einbürgerungen oder Registrierungen können rückgängig gemacht (widerrufen) werden, falls der Neubürger Falschangaben gemacht hatte, innerhalb von fünf Jahren zu mehr als einem Jahr Haft verurteilt wurde oder länger als sieben Jahre im Ausland wohnte, ohne sich zu melden, sich illoyal zeigte oder im Kriegsfall mit dem Feind Handel trieb. Die Betroffenen haben ein Anhörungsrecht. Einbürgerung werden im Amtsblatt (Government Gazette) veröffentlicht. Früher einmal im Quartal, heutzutage jährlich.
Die Verwaltungspraxis tendiert Antragssteller mit familiärer Verbindung zu bevorzugen. Seit der Doppelstaatleränderung 2000/07 wurde dies weniger wichtig. „Echte“ Einwanderer haben bessere Chancen, wenn sie eine Familie im Lande gegründet haben.
Eine Einbürgerung eines Erwachsenen zieht nicht automatisch die seiner minderjährigen Kinder nach sich. Für sie müssen danach separate, gebührenpflichtige Verfahren durchgeführt werden.

### Doppelte Staatsangehörigkeit
Doppelte Staatsangehörigkeit war in der Verfassung von 1964 verboten. Die erste Möglichkeit die maltesische neben einer zweiten Staatsangehörigkeit (rückwirkend) behalten zu dürfen führte man 1989 ein für in Malta gebürtig gewesene Auswanderer und deren im Ausland geborenen Kinder.
Bis 2000, als die doppelte Staatsangehörigkeit vorbehaltlos gestattet wurde, hatten Eingebürgerte innerhalb drei, Registrierte innerhalb sechs Monaten nachzuweisen, dass sie andere Staatsangehörigkeiten aufgegeben hatten. Die Neuregelung ging so weit, dass auch Personen, die bei Inkrafttreten noch nicht 19 Jahren alte Abstammungsmalteser waren oder etliche Auswanderer, die länger als sechs Jahre nicht im fremden Lande gelebt hatten und eine andre Staatsangehörigkeit erhalten hatten automatisch wieder auch maltesische Bürger wurden. Wer als Gebürtiger die Staatsangehörigkeit freiwillig aufgegeben hatte, konnte sie durch Registrierung wieder aufnehmen.
Malta hat das Europäische Übereinkommen über die Staatsangehörigkeit 2003 gezeichnet, aber bis 2024 noch nicht ratifiziert.

### Staatsangehörigkeitskauf
1998–2011 gab es ein „Permanent Residence Programme“. Für das erste Staatsangehörigkeitskaufprogramm („MIIPA“) 2011-4 war eine maximale Zahl von 1800 vorgesehen. Von den 317 eingegangenen Anträgen (ohne Familienangehörige) erhielten 185 einen positiven Vorbescheid.
Für das 2013/4 eingeführte “Individual Investor Programme” war 2019 eine Mindestinvestition von € 800.000 nötig. Zuständig war die neu geschaffenen Agentur Identity Malta. Anwärter hatten seit 2014 offiziell eine „echte Verbindung“ mit Malta nachzuweisen und ein Jahr Aufenthalt vor Antragstellung. De facto genügte eine Briefkastenadresse. Ein Treueeid ist zu leisten. Vermittelnde Agenturen erhalten 5 % des Betrags, 2013 wurde als einzige Henley & Partners konzessioniert. Dies taten nachgewiesenermaßen alles, damit ihre Klienten die Anforderungen so weit möglich unterlaufen konnten. Die 13.000 Eingebürgerten brachten zusammen € 2,14 Milliarden Euro ins Land, was etwa 2¼ % der Wirtschaftsleistung entsprach.
 2020 wurde die Community Malta Agency als zentrale Anlaufstelle für Staatsangehörigkeitssachen eingerichtet. Sie steht unter dem Permanent Secretary des Ministeriums, das zugleich als Ministry for Citizenship fungiert. Diese Dienststelle ist auch für die Ausstellung von Staatsangehörigkeitsausweisen (certificate of citizenship) und Entlassungsbescheinigungen (“declaration of renunciation”) zuständig. Für Investoreneinbürgerungen, im Gesetzestext 2020 euphemistisch genannt “Granting of Citizenship for Exceptional Services” (was theoretisch auch für Künstler, Sportler usw. möglich wäre), ist eine Bearbeitungsfrist von höchstens 180 Tagen vorgesehen. Ein gemeinsam von Regierungs- und Oppositionsführer ernannter Regulator soll das Direktorium (Board of Directors) kontrollieren. Die jährliche Obergrenze ist 400. Nach Abzug einer 15%igen Gebühr wird die jeweilige „Investition“ an den 2016 eingerichteten National Development and Social Fund geleitet.
Parallel dazu gibt es auch ein Malta Permanent Residence Program (MPRP, „goldenes Visum“) bei dem für weniger „Investition“ eine zunächst auf fünf Jahre begrenzte Aufenthaltserlaubnis erteilt wird.
Derartige Einbürgerungen können in den ersten sieben Jahren widerrufen werden, falls sie dem Interesse des Landes entgegenstehen (“contrary to the interests of public policy or public security”), sofern dadurch nicht Staatenlosigkeit entstünde.
Kritik und Korruption
Die EU-Kommission und das EU-Parlament haben die Praxis des Staatsangehörigkeitskaufs kritisiert. Man ist der Ansicht hierdurch würden Personen aus Feindstaaten in andere EU-Länder einsickern können. Formal begründet wird dies als „Unterminierung gemeinsamer europäischer Werte“ sowie „Vermeidung von Korruption.“ Gerade letztere, also die Korruption, ist bezogen auf EU-Institutionen ein diesen wirklich gemeinsamer Grundwert. Malta ist 2024 der letzte verbleibende EU-Staat mit einem solchen Programm, verschiedene andere ermöglichen allerdings den Erwerb von Daueraufenthaltserlaubnissen, die ebenso EU-Freizügigkeit gestatten.
Der auch 2024 noch nicht voll aufgearbeitete Fall der Journalistin Daphne Caruana Galizia, die 2017 ermordet wurde, steht vermutlich im Zusammenhang mit ihren Recherchen hinsichtlich korrupter Praktiken im Zusammenhang mit Staatsangehörigkeitskäufen. Eine Folge der Vorgänge war die Einrichtung der staatlichen Community Malta Agency, um korrupte Praktiken privater Vermittler durch strengere Kontrolle auszuschließen.

### Staatenlose und Asylanten
Einen Anspruch auf Registrierung hatten nach den in den 1980er-Jahren gültigen Regeln die in Malta geborenen Staatenlosen ab Geburt, sofern sie nicht länger als fünf Jahre im Ausland gelebt hatten oder zu einer Haftstrafe von mehr als fünf Jahren verurteilt worden waren.
Malta hat erst 2019 die Staatenlosenkonvention 1954, ohne Zusatzprotokoll, ratifiziert. Die dort vorgesehenen gesetzlichen Mechanismen zur Vermeidung bzw. Beendigung von Staatenlosigkeit haben bis 2024 keinen Niederschlag im Gesetz gefunden. Insbesondere fehlt es an einer Möglichkeit Staatenlosigkeit feststellen zu lassen, um (erleichtert) eingebürgert werden zu können. Solches erfolgt allenfalls über die den subsidiären Schutz (“on humanitarian grounds”, einjährige Aufenthaltserlaubnis) als Flüchtling. Für letztere gab es nur 2018–20 die Möglichkeit einen regulären Aufenthaltsstatus zu erhalten, falls sie nicht in ihre Heimat abgeschoben werden konnten.
Malta ist 1971 dem Abkommen über die Rechtsstellung der Flüchtlinge beigetreten. Ein Büro des UNHCR sorgt für die Übersiedlung von Flüchtlingen in Drittländer, verstärkt nachdem Malta seit den 2000er-Jahren von per Boot aus Afrika anlandenden Wirtschaftsflüchtlingen überschwemmt wird. Für Asylanten hatte man 2002 das Office of the Refugee Commissioner geschaffen. Als Nachfolgedienststelle wurde 2020 die International Protection Agency eingerichtet. Nur anerkannten Flüchtlingen steht nach Erhalt einer Aufenthaltserlaubnis (3 Jahre gültig) die Möglichkeit zur regulären Einbürgerung offen. In der Verwaltungspraxis müssen sie 10 Jahre (anerkannte Flüchtlinge) bzw. 20 Jahre (humanitäre Gründe) darauf warten.

### Statistik
Die 1989 geschaffene, später ausgeweitete Möglichkeit als Malteser mehrere Staatsbürgerschaften zu haben wirkte sich vor allem auf die Zahl der Registrierungen aus. Von 1990 bis 1998 schwankte die Zahl der Neubürger um 200 jährlich, der Anteil an Registrierungen dabei machte etwas weniger als die Hälfte aus. Nach der Gesetzesänderung mit neuen Möglichkeiten ab Februar 2000 stiegen diese exponentiell an für die nächsten drei Jahre: resp. auf knapp unter 600, 1200, 800, um sich dann ab 2003–08 um die 600 einzupendeln. Zwischen 1989 und 2007 machten 12.250 Personen von der Registrierungsmöglichkeit Gebrauch. Sie stiegen ab 2009 wieder stark an, bedingt durch vermehrte Registrierungen von Auslandsmaltesern und m. E: Ehepartnern nach Einführung der Erleichterungen 2007. Die Zahl regulärer Einbürgerungen schwankte zwischen 50 und 160, im Durchschnitt etwa 90 pro Jahr. Die Zahl der Ablehnungen wird nicht veröffentlicht. Der EU-Beitritt zeigte zunächst keine Auswirkungen, obwohl sich in den ersten zwanzig Jahren die Zahl der in Malta wohnenden Ausländer verzwölffacht hat.